# Knile Davis
Knile Davis (Missouri City, 5 ottobre 1991) è un giocatore di football americano statunitense che gioca nel ruolo di running back per i Pittsburgh Steelers della National Football League (NFL). Fu scelto nel corso del terzo giro (95º assoluto) del Draft NFL 2013 dai Kansas City Chiefs. Al college ha giocato a football all’Università dell'Arkansas.

## Carriera professionistica

### Kansas City Chiefs
Davis fu scelto nel corso del terzo giro del Draft 2013 dai Kansas City Chiefs. Debuttò come professionista nella vittoria della settimana 1 contro i Jacksonville Jaguars correndo 12 yard su 4 tentativi. Il primo touchdown in carriera lo segnò nella vittoria della settimana 14 contro i Washington Redskins. Con i Chiefs già sicuri del posto nei playoff, nell'ultima gara della stagione Davis fu fatto partire per la prima volta come titolare al posto di Jamaal Charles rispondendo con 81 yard corse e due touchdown. La sua stagione regolare si concluse disputando tutte le 16 partite, con 242 yard corse e 4 touchdown.
Il 4 gennaio 2014, nel primo turno di playoff i Chiefs furono ospiti degli Indianapolis Colts. A causa dell'infortunio di Charles nella prima azione della partita, a Davis fu affidato ancora il compito di sostituirlo. La sua gara terminò con 67 yard corse e 2 touchdown, uno su corsa e uno su ricezione, ma Kansas City fu sconfitta sprecando un vantaggio di ben 28 punti nel terzo quarto.
Nella settimana 2 del 2014, Davis giocò ancora la maggior parte della partita al posto dell'infortunato Charles, guidando i suoi con 79 yard corse e 2 touchdown. Partito titolare la domenica successiva contro i Miami Dolphins, guidò i Chiefs con 132 yard corse e un touchdown alla prima vittoria stagionale. Nella settimana 8 segnò due touchdown, uno su corsa e uno su ritorno di kickoff da 99 yard, contribuendo alla vittoria sui Rams e venendo premiato come miglior giocatore degli special team della AFC della settimana. Nel quindicesimo turno prese nuovamente il posto di Charles, uscito per una sospetta commozione cerebrale, segnando un touchdown su corsa e uno su ricezione nella vittoria sui Raiders che interruppe una striscia di tre sconfitte consecutive di Kansas City. La sua seconda stagione si chiuse con 463 yard corse (secondo della squadra) e sei touchdown su corsa (più uno su ricezione) disputando tutte le 16 partite, una delle quali come titolare.
Nella gara del turno delle wild card dei playoff 2015-2016 contro i Texans, Davis ritornò il kickoff di apertura per 106 yard in touchdown, segnando i primi punti della sua squadra che sarebbe andata a vincere per 30-0, conquistando la prima vittoria nella post-season dal 1994.

## Palmarès
- Giocatore degli special team della AFC della settimana: 1

8ª del 2014

## Statistiche
| Partite totali      | 32  |
| Partite da titolare | 2   |
| Yard su corsa       | 705 |
| Touchdown su corsa  | 10  |

Statistiche aggiornate alla stagione 2014